# Straż miejska

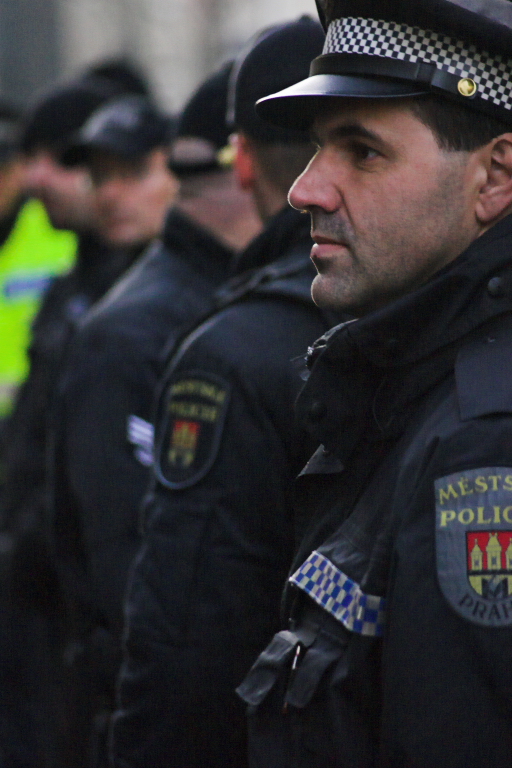
Strażnicy miejscy w Pradze

Straż miejska (policja municypalna) – służba mundurowa działająca w zakresie lokalnym, przeznaczona do ochrony bezpieczeństwa ludzi i mienia oraz do utrzymywania bezpieczeństwa i porządku publicznego. W przeciwieństwie do policji podlega lokalnemu samorządowi, a nie władzy centralnej. Zazwyczaj posiada również ograniczone względem policji uprawnienia.

## Historia
W średniowieczu straż miejską określano mianem „drabów miejskich”.

## Przykłady
- Austria (Gemeindesicherheitswachen(inne języki), także Städtische Sicherheitswache, Gemeindepolizei, Ortspolizei lub Stadtpolizei)
- Niemcy (Stadtpolizei(inne języki))
- Brazylia (Guardas Municipais(inne języki))
- Czechy (městská policie, obecní policie)
- Estonia (Munitsipaalpolitsei)
- Francja (Police Municipale(inne języki))
- Hiszpania (Policia Municipal(inne języki), także Policia Local lub Guardia Urbana)
- Holandia (Handhaving)
- Polska (Straż miejska (w gminach miejskich, w tym miastach na prawach powiatu, i w gminach miejsko-wiejskich), Straż gminna (w gminach wiejskich))
- Słowacja (mestská polícia, obecná polícia)
- Szwajcaria (fr. Police municipale, niem. Stadtpolizei, rm. Polizia Cumûnala, wł. Polizia Municipale)
- Włochy (Polizia Locale(inne języki) lub Polizia Municipale, pot. Vigili Urbani)
- Ukraina (Муніципальна варта)
- Rumunia (Poliția Locală(inne języki))
- Południowa Afryka (Municipal Police(inne języki) lub Metro Police)
- Turcja (Belediye zabıtası(inne języki))
- Serbia (Комунална милиција/Komunalna milicija(inne języki), dawniej Комунална полиција/Komunalna policija)
- Indonezja (Polisi Pamong Praja(inne języki))
- Grecja (Δημοτική Αστυνομία(inne języki) trl. Dimotiki Astinomia)